# Jan Kargl
Jan Kargl (* po 1700, Jihlava – kolem 1760, Jihlava) byl jihlavský malíř.

## Život a dílo
Jan Kargl se narodil v rodině jihlavského mečíře a studoval malířství u Václava Jindřicha Noseckého a po jeho smrti u Karla Františka Teppera.
Byl malířem portrétů, oltářních obrazů a maleb na fasádách domů. Kromě Jihlavy působil také v dolnorakouském Ybbs an der Donau. Do Jihlavy se vrátil roku 1750 a zemřel v nedožitých šedesáti letech jako alkoholik.